# Poteau, Oklahoma
Poteau, Oklahoma (енгл. Poteau) град је у америчкој савезној држави Оклахома.

## Демографија
По попису из 2010. године број становника је 8.520, што је 581 (7,3%) становника више него 2000. године.
| Група             | 2000.         | 2010.         |
| Белци             | 6.220 (78,3%) | 6.080 (71,4%) |
| Афроамериканци    | 178 (2,2%)    | 123 (1,4%)    |
| Азијати           | 30 (0,4%)     | 52 (0,6%)     |
| Хиспаноамериканци | 462 (5,8%)    | 854 (10,0%)   |
| Укупно            | 7.939         | 8.520         |